# Heriberto Lazcano Lazcano
Heriberto Lazcano Lazcano (auch „El Lazca“ oder „El Verdugo“, spanisch für „Der Henker“; * 25. Dezember 1974 in Apan, Bundesstaat Hidalgo; † 7. Oktober 2012 in Coahuila) war mutmaßlich ein mexikanischer Drogenhändler, der das Kartell der Los Zetas angeführt haben soll.

## Leben
Lazcano wurde 1974 in Apan (Hidalgo) ca. 100 Kilometer östlich von Mexiko-Stadt geboren. Mit 17 Jahren ging er zum mexikanischen Militär und trat kurze Zeit später der Spezialeinheit „Grupo Aeromóvil de Fuerzas Especiales“ bei, die auf den Kampf gegen Drogenkartelle spezialisiert ist. 

### Zetas
Am 27. März 1998 soll er das Militär verlassen und mit Arturo Guzmán Decena Los Zetas, eine Söldnereinheit, gegründet haben, die anfangs unter dem Golf-Kartell arbeitete. Lazcano soll in der dritten Rangfolge der Zetas (Z-3) gestanden haben, und nachdem Guzmán Decena (Z-1) im November 2002 ermordet und Rogelio González Pizaña (Z-2) 2004 verhaftet wurde, soll sich Lazcano selbst zum Chef der inzwischen unabhängigen Los Zetas ernannt haben.
Seit Februar 2010 soll sich Lazcano in Gebietsstreitigkeiten mit dem Golf-Kartell, seinem ehemaligen Arbeitgeber, im Norden Mexikos befunden haben.
Am 2. November 2011 wurde Carlos Oliva Castillo, ein enger Vertrauter von Lazcano, festgenommen.

### Tod
Laut der Generalstaatsanwaltschaft gingen am Rande eines Baseballspiels nahe der Ortschaft Progreso (Bundesstaat Coahuila) bei Laredo Beschwerden über bewaffnete Männer ein. Die mit der Untersuchung beauftragten Soldaten wurden aus einem fahrenden Wagen mit Granaten attackiert. Bei den darauffolgenden Kämpfen seien zwei Angreifer getötet worden, von denen einer durch Fingerabdrücke als Lazcano identifiziert wurde.
Wenige Stunden nach seinem Tod wurde sein Leichnam von bewaffneten Personen aus dem Beerdigungsinstitut entwendet.

## Belohnung
Lazcano stand auf der Liste der 37 meistgesuchten Menschen Mexikos weit vorne. Sowohl die mexikanische Regierung hatte eine Belohnung (2 Millionen USD) ausgesetzt, als auch die amerikanische (5 Millionen USD). Sie ermittelten wegen mehrfachen Mordes und Drogenhandel.